# Región de Albula
La Región de Albula es una unidad administrativa del cantón de los Grisones, Suiza. Sustituyó el 1 de enero de 2017 al anterior distrito de Albula, con el que coincide, salvo por la vieja comuna de Mutten, que a su vez fue incorporada a la nueva Región de Viamala. Los cuatro círculos en los que se subdividía fueron disueltos. 
El nombre de la región proviene del río Albula, que la surca. Se le suele llamar también Surmeir.
Comprende las siguientes comunas: 
- Albula/Alvra (con la capital en Tiefencastel)
- Bergün Filisur
- Lantsch/Lenz
- Schmitten
- Surses
- Vaz/Obervaz